# 2017 في الأرجنتين
فيما يلي قوائم الأحداث التي وقعت خلال عام 2017 في الأرجنتين.

## سياسة

### تعيين في المنصب
- 10 ديسمبر – كارلوس منعم عضو مجلس الشيوخ الأرجنتيني.
- 10 ديسمبر – كريستينا فرنانديز دي كيرشنر عضو مجلس الشيوخ الأرجنتيني.
- 10 ديسمبر – هيكتور بالداسي عضو مجلس النواب في الأرجنتين.
- 20 ديسمبر – أدولفو رودريغيز سا عضو مجلس الشيوخ الأرجنتيني.

### انتهاء فترة المنصب
- 9 ديسمبر – أجوستين كاليري عضو مجلس النواب في الأرجنتين.
- 9 ديسمبر – أدولفو رودريغيز سا عضو مجلس الشيوخ الأرجنتيني.
- 9 ديسمبر – كارلوس منعم عضو مجلس الشيوخ الأرجنتيني.
- 9 ديسمبر – هيكتور بالداسي عضو مجلس النواب في الأرجنتين.

## رياضة
- 29 يناير – فولتا سان خوان 2017 الفائزون إيغان بيرنال، موسم فريق البحرين ميريدا للدراجات الهوائية 2017، Nicolás Naranjo [الإنجليزية]‏، رودولفو توريس (دراج)، أوسكار سبييا ريبيرا، Franco López ‏، باوك موليما.
- 10 أكتوبر – تصفيات كأس العالم لكرة القدم 2018

## وفيات

### مارس
- 15 مارس – إنريكي موريا (مواليد 1924) لاعب كرة مضرب أرجنتيني.[1]

### أبريل
- 20 أبريل – روبرت فيريرو (مواليد 1935) لاعب كرة قدم أرجنتيني.[2]

### مايو
- 22 مايو – أوسكار فيلوني (مواليد 1939) مدرب، ولاعب كرة قدم أرجنتيني.[3]

### يونيو
- 3 يونيو – أرتورو إثورالدي (مواليد 1934) حكم كرة قدم أرجنتيني.

### أكتوبر
- 20 أكتوبر – فيديريكو لوبي (مواليد 1936) ممثل أرجنتيني.[4]